# اچ‌ام‌ان‌زداس بریز (تی۰۲)
اچ‌ام‌ان‌زداس بریز (تی۰۲) (به انگلیسی: HMNZS Breeze (T02)) یک کشتی است که طول آن ۵۳٫۴ متر (۱۷۵ فوت) می‌باشد. این کشتی در سال ۱۹۳۳ ساخته شد.